# Mendinho
Meendiño, Mendiño, Mendinho o Meendinho va ser un trobador gallec medieval (del segle xiii - al XIV).
El seu origen no està molt clar, el joglar procedeix probablement del sud de Galícia, més concretament de la ria de Vigo o l'Illa de San Simón, Redondela, encara que els autors no mantenen una única postura. La seva cantiga de amigo (cançó d'amic) és considerada una les més importants de la lírica galaicoportuguesa. Es conserva en el Cancioneiro da Vaticana i al de la Biblioteca Nacional de Lisboa.
Se'n conserva una única cantiga d'amic, coneguda pel vers inicial "Sedia-mi eu na ermida de San Simion". En ella, una noia espera amb angoixa la vinguda del seu amant, fins a acabar morint a la mar. La cantiga ha estat modèlicament traduïda al català per Josep Maria Llompart.
Se li va dedicar el premi del Dia de les Lletres Gallegues l'any 1998 (juntament amb Xohán de Cangas i Martín Codax).